# Tamás Tóth
Pour les articles homonymes, voir Tóth.
Tamás Tóth, né le 29 mai 1989 à Budapest, est un triathlète professionnel hongrois, champion de Hongrie en 2013.

## Palmarès
Le tableau présente les résultats les plus significatifs (podium) obtenus sur le circuit national et international de triathlon depuis 2012,.
| Année | Compétition                                         | Pays      | Position           | Temps           |
| ----- | --------------------------------------------------- | --------- | ------------------ | --------------- |
| 2017  | Coupe d'Asie - Étape super sprint de Gamagori       | Japon     | Médaille d'or      | 0 h 22 min 30 s |
| 2017  | Coupe d'Asie - Étape sprint d'Osaka                 | Japon     | Médaille d'or      | 0 h 57 min 9 s  |
| 2016  | Coupe du monde de triathlon - Étape de Tiszaújváros | Hongrie   | Médaille de bronze | 0 h 54 min 11 s |
| 2016  | Championnats d'Europe en relais mixte               | Portugal  | Médaille de bronze | 1 h 7 min 19 s  |
| 2014  | Championnat du monde en relais mixte                | Allemagne | Médaille de bronze | 1 h 19 min 31 s |
| 2013  | Coupe d'Asie - Étape de Jiayuguan                   | Chine     | Médaille d'or      | 1 h 50 min 44 s |
| 2013  | Championnat de Hongrie                              | Hongrie   | Médaille d'or      | 1 h 47 min 53 s |
| 2012  | Championnats d'Europe en relais mixte               | Israël    | Médaille de bronze | 1 h 12 min 59 s |
| 2010  | Marathon de Skopje                                  | Skopje    | Médaille d'or      | 2 h 28 min 56 s |